# الفريسة والصياد (مسلسل)
الفريسة والصياد هو مسلسل مصري عُرض في رمضان 2007 وتدور أحداثه في قالب بوليسي اجتماعي عن ضابط شرطة يتنكَّر في هيئة صيَّاد كهل لحين إثبات براءته من التهم المُلفقة ضده.

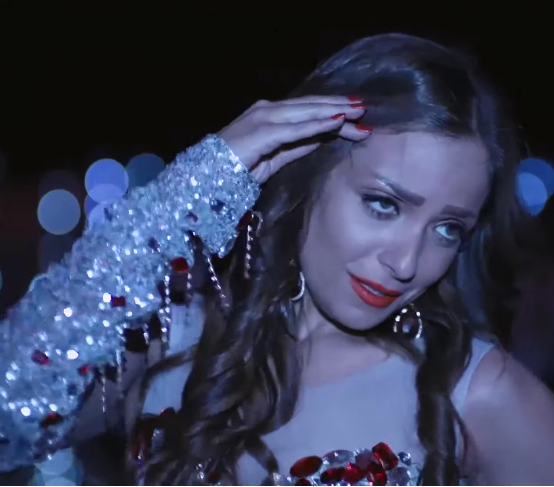
ريم البارودي في دور سلمى

## قصة المسلسل
العقيد "أدهم نسيم" (مدوح عبد العليم) مفتش المباحث الذي يتصدى للفساد والانحراف، والذي يمتلك شخصية قوية، حيث يشهد لها الجميع بالشجاعة والإقدام، وذلك من خلال سجله الحافل بالإنجازات وتاريخه المشرف، حيث تتم الاستعانة به في جميع القضايا التي تحتاج إلى ذكاء وتعامل خاص، يتحول وبمرور الأحداث، إلى مجرم مطارد "أي يصبح فريسة بعدما كان صيادا" يتحول ضابط الشرطة الكفء، الذي كان في الماضي يتولى كشف أسرار العديد من القضايا المهمة كتجارة المخدرات وتهريب الشباب للخارج بشكل غير مشروع وبعض قضايا الفساد الإداري، إلى متهم خطير. بالرغم من نزاهته وإخلاصه في عمله فان المشاكل تطارده، ويتكتل عليه الشر والفساد، ليدمره ويعصف به داخل أسوار السجن في عدة قضايا كان بريئا منها تماما. تتصاعد الأحداث لتتواصل رحلة معاناته في رد اعتباره أمام الرأي العام وخصوصا أمام أسرته.

## الممثلون
- ممدوح عبد العليم
- سماح أنور
- سلوى خطاب
- أحمد راتب
- ميمي جمال
- زيزي مصطفى